# Johann Gottfried Hauptmann
Johann Gottfried Hauptmann (* 19. Oktober 1712 in Großenhain; † 21. Oktober 1782 in Gera) war ein deutscher Gymnasiallehrer, Klassischer Philologe und Theologe.

## Leben
Hauptmann verlor mit zwei Jahren seine Eltern. Er wuchs daraufhin bei Verwandten auf und besuchte die Schule in Großenhain. 1725 wechselte er an die Fürstenschule Pforta, bevor er sich 1733 an der Universität Leipzig immatrikulierte. Dort studierte er Philosophie und Theologie. 1735 erlangte er den Bakkalaureusgrad, 1736 den Magistergrad, bevor er Magister legens wurde.
Hauptmann ging 1737 als Konrektor an das fürstliche Gymnasium Rutheneum nach Gera. 1743 wurde ihm die Professur der Beredsamkeit übertragen. Als Nachfolger von Johann Andreas Buttstedt erhielt er 1751 die Stelle als Direktor des Gymnasiums. Er veröffentlichte eine Vielzahl, zumeist kürzerer Schriften. Die Theologische Fakultät der Universität Altdorf promovierte ihn 1768 zum Doktor der Theologie ehrenhalber. Die von ihm verfassten und 1782 durch seinen Sohn unter dem Titel Schwanengesänge veröffentlichten Lieder wurden bei seiner Beisetzung gesungen.

## Schriften (Auswahl)
- Oratio sollemnis de laudabili in scholis atque gymnasiis doctore, Langenheim, Leipzig 1737.
- Kurze Abhandlung von der Zucht auf Gymnasien und Schulen, Hofdruckerei, Gera 1742.
- De Anno Ebraeorum Commentatio, 2 Teile, Aulica/Schrader, Gera 1746–1748.
- Kurze Beschreibung der Geburtstagsgewohnheiten im alten Griechenlande, Schrader, Gera 1757.
- Hebraici sermonis elementa: cum illius historia brevissima, Güth, Jena 1760.
- Was ist Wahrheit?: bey Gelegenheit des Reformationsfestes … erwogen, Roth, Gera 1763.
- De re sacri fontis arcana, vulgo coelesti vocata, Hessel, Altdorf 1768.
- Nachricht von den Predigern, welche die Reußische Confeßionsschrift, vor dem ersten Abdrucke, mit unterschrieben haben, Rothen, Gera [1769].
- Chr. S. W. Hauptmann (Hrsg.): Schwanengesänge, Rothen, Gera 1782.